# Kojo Botsio

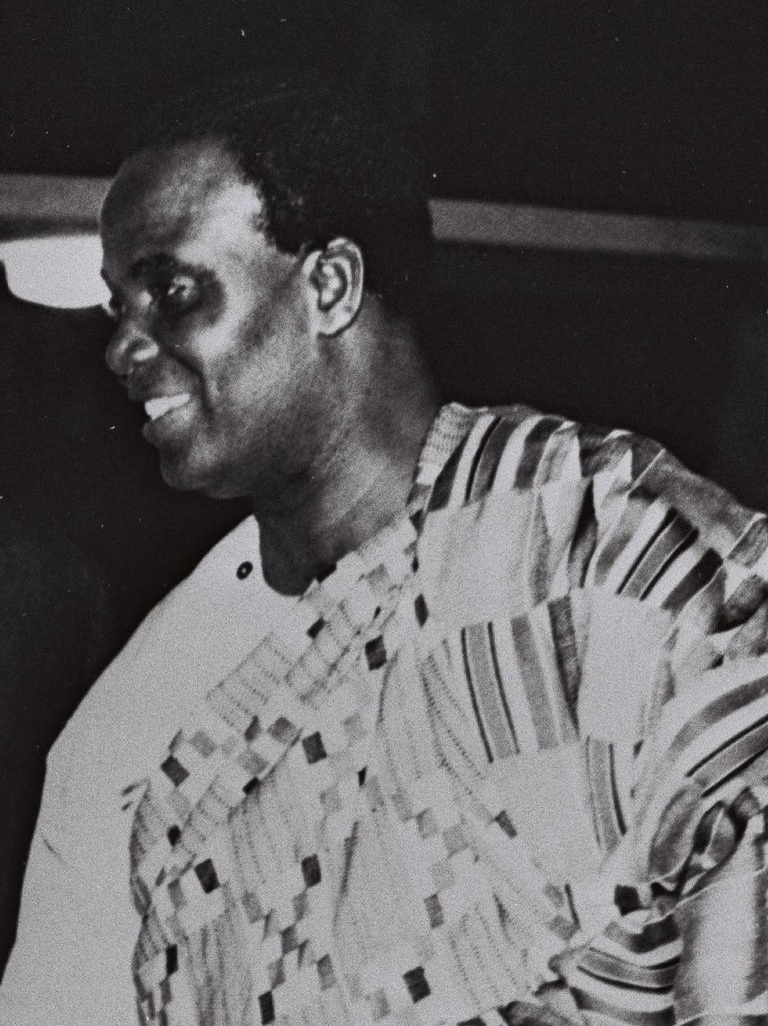
Kojo Botsio, 1964

Kojo Botsio (* 21. Februar 1916 in Winneba, Ghana; † 6. Februar 2001) war einer der bekanntesten Politiker und Diplomaten der ehemaligen britischen Kolonie Goldküste und in der Anfangszeit des heutigen Ghana. Kojo Botsio galt als wichtiger Verfechter der ghanaischen Unabhängigkeitsbewegung und war Mitglied im ersten ghanaischen Kabinett nach der Unabhängigkeit vom 6. März 1957.

## Ausbildung
Botsio besuchte in Cape Coast sowohl die katholische Grundschule als auch die Mittelschule. Später besuchte er das Adisadel College, in dem er den Cambridge-Schulabschluss (Cambridge School Certificate) ablegte, um an das Achimota College zu wechseln. Am Achimota College wurde er zum Lehrer ausgebildet.
Zunächst arbeitete Botsio als Lehrer am St. Augustine's College und wechselte später an der University of Sierra Leone (Fourah Bay College) in Sierra Leone, um seinen Bachelor abzulegen. In Sierra Leone unterrichtete er in Freetown an der St. Edward's Secondary School, um später an das Brasenose College an der Oxford University nach Großbritannien zu wechseln. In Oxford machte er seinen Abschluss in Geographie und Erziehungswissenschaften.

## Karriere

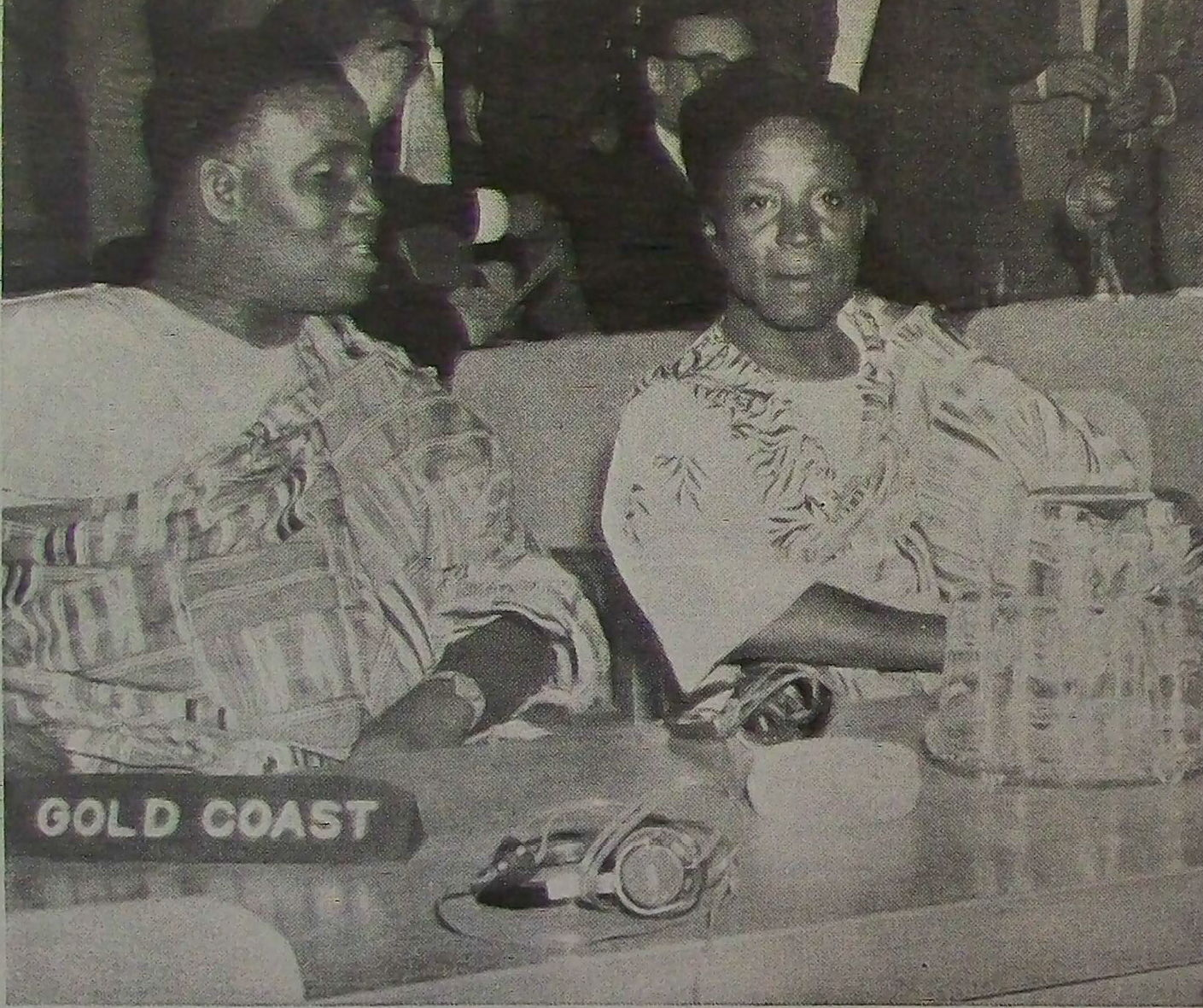
Kojo Botsio als Delegierter der Goldküste auf der Bandung-Konferenz 1955

Bereits während seines Studiums in Großbritannien lernte Botsio andere Ghanaer kennen und schloss sich schnell der Unabhängigkeitsbewegung an, in der er eine wichtige Rolle spielte. Botsio wurde Schatzmeister der Vereinigung West African National Secretariat. Auch der West African Students’ Union schloss sich Botsio mit der Forderung nach Ghanas Unabhängigkeit von der Kolonialmacht an.
Nach dem Studium in Großbritannien ging Botsio zurück nach Ghana und wurde Mitglied der ersten Partei der Goldküste, der United Gold Coast Convention (UGCC), mit weiteren Unabhängigkeitskämpfern wie J. B. Danquah, Kwame Nkrumah, William Ofori-Atta und anderen. Im Jahr 1948 begannen die Führungspolitiker des Unabhängigkeitskampfes auseinanderzudriften. Nkrumah verließ daraufhin die UGCC und gründete am 12. Juni 1949 seine eigene radikaler ausgerichtete Convention People’s Party. Botsio und Komla Agbeli Gbedemah folgten Nkrumah in die neue Partei und wurden dessen engste Vertraute gegen die sich bildende Opposition aus alten Weggefährten.
Am 9. Januar 1950 organisierte die CPP einen nationalen Streik der Massen, die Bevölkerung lehnte sich gegen die britische Kolonialmacht auf. Britische Produkte wurden von den Massen boykottiert, doch sollte der Widerstand friedlich ausgetragen werden. Trotz des Aufrufs zum friedlichen Widerstand wurden während der Unruhen zwei Polizisten erschossen. Die Führungspersonen der CPP, unter ihnen Nkrumah, Botsio und Gbedemah, wurden am 21. Januar 1950 im James Fort Gefängnis in Accra inhaftiert. Begründet wurde die Haft mit den tödlichen Folgen des durch die CPP-Führung organisierten Streiks. Diese Haft machte die CPP-Führung zu nationalen Helden, die Zahl der Anhänger stieg. Nach der Haftentlassung arbeitete die CPP-Führung weiter an der Staatsgründung des unabhängigen Ghana. Wahlen brachten eine überwältigende Mehrheit. Nkrumah und mit ihm Botsio und Gbedemah wurden führende Mitglieder des ersten ghanaischen Kabinetts nach der Unabhängigkeit vom 6. März 1957.
Botsio war unter Ghanas Premierminister Kwame Nkrumah Minister für Handel und Arbeit zwischen 1957 und 1958. Danach trat er die Amtsnachfolge von Nkrumah im Amt des Außenministers im Jahr 1958 an. Kkrumah hatte diesen Posten neben seinem Amt als Premierminister zunächst selbst ausgeübt. Botsio wurde durch Ebenezer Ako-Adjei im Amt abgelöst. Kojo Botsio galt als rechte Hand Nkrumahs, während Komla Agbeli Gbedemah (Finanzminister) als die linke Hand des Präsidenten bezeichnet wurde.
Im Jahr 1961 bekleidete Botsio das Amt des Ministers für Landwirtschaft, nachdem Nkrumah nunmehr nach der Verfassung von 1960 erster Präsident Ghanas geworden war. Bereits 1963 ernannte Nkrumah Botsio erneut zum Außenminister. Diesen Posten hielt er bis 1965.
Neben den Positionen als Außenminister und Minister für Handel und Arbeit war Botsio zeitweise Minister für Erziehung und Soziales, Minister für Verkehr und Kommunikation sowie Minister für Bauwesen.
Nach dem Putsch gegen Nkrumah und die Machtergreifung durch das National Liberation Council (NLC) schien Botsios politische Karriere beendet. Doch wurde er nach der Überführung der Militärdiktatur des NLC in die zweite Republik unter der Regierung von Kofi Abrefa Busia zum Gegner Busias. Botsio gilt als Unterstützer des zweiten Militärputsches durch Ignatius Kutu Acheampong.

## Familie und Tod
Die Eltern von Botsio waren Edward Kojo Botsio aus Elmina und Ama Amina aus Apam.
Botsio war mit Ruth Botsio verheiratet und hatte mit ihr zwei gemeinsame Kinder. Seine Frau unterstützte die Politik ihres Mannes und war selbst politisch aktiv bei der Frauenarbeit der Regierungspartei CPP. Ruth Botsio trug durch ihre Reisen in die ländlichen Gegenden des Landes entscheidend zur Verbreitung der Freiheitsbewegung in kolonialer Zeit bei.
Botsio starb am 6. Februar 2001. Ihm wurde auf dem Friedhof von Osu (Osu Cemetery) in Accra ein Staatsbegräbnis zuteil.